# Snödrev

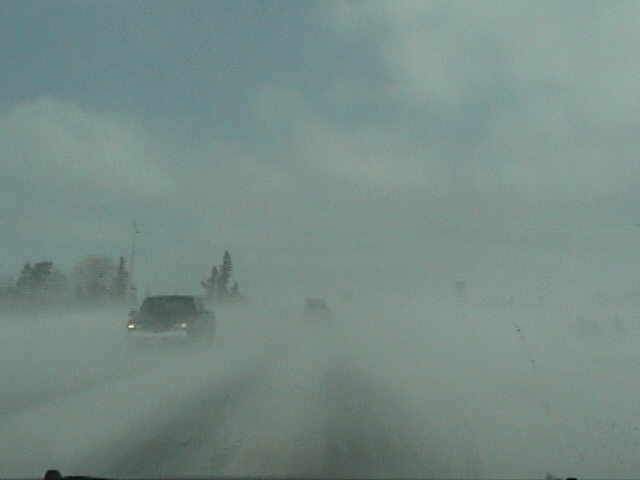
Snödrev över en väg i Ontario i Kanada den 21 mars 2004.

Snödrev innebär att snö från marken lyfts upp i luften av vind och driver med luftströmmen. Vindstyrkan måste vanligen vara ganska hög för att snödrev skall uppstå. Snödrev räknas inte som nederbörd. Vid en snöstorm kan det förekomma både snönederbörd och snödrev.
Meteorologiskt skiljer man på lågt, respektive högt snödrev. Vid lågt snödrev lyfter inte snön över 2 meter och sikten i ögonhöjd ej påverkas nämnvärt av snödrevet. Lågt snödrev uppstår vid en vindhastighet på cirka 6 m/s. Vid högt snödrev lyfter snön över 2 meter varvid sikten i ögonhöjd är väsentligt nedsatt. Högt snödrev uppstår vid cirka 12 m/s.
Snödrev kan flytta på stora mängder snö vilket särskilt i slättlandskap kan innebära ett stort problem för exempelvis väg- och tågtrafik.